# John Sherman (sénateur)
Pour les articles homonymes, voir John Sherman.
John Sherman, né le 10 mai 1823 à Lancaster (Ohio) et mort le 22 octobre 1900 à Washington (district de Columbia), est un ingénieur, juriste et homme politique américain. Membre du Parti républicain, il est représentant de l'Ohio entre 1855 et 1861, sénateur du même État entre 1861 et 1877 puis entre 1881 et 1897, secrétaire du Trésor entre 1877 et 1881 dans l'administration du président Rutherford B. Hayes puis secrétaire d'État des États-Unis entre 1897 et 1898 dans celle de William McKinley.

## Biographie
Sherman a sollicité trois fois l'investiture républicaine pour l'élection présidentielle, mais n'a jamais été choisi par le parti. Ses frères aînés sont Charles Taylor Sherman, juge fédéral dans l'Ohio et le général William Tecumseh Sherman ; son cadet est le banquier Hoyt Sherman dans l'Iowa.
Initialement Whig, Sherman faisait partie de ces militants anti-esclavagistes qui ont formé ce qui est devenu le Parti républicain. En tant que membre de la Chambre des représentants, il s’est rendu au Kansas pour enquêter sur les troubles entre partisans pro et anti-esclavagistes. En sa qualité de sénateur, il était un des spécialistes en matière financière, aidant à redéfinir le système monétaire des États-Unis pour répondre aux besoins d'une nation déchirée par la guerre civile. Après la guerre, il s'est efforcé d'élaborer une législation qui rétablirait le crédit du pays à l'étranger reposant sur une monnaie stable et adossée à l'or.
Sherman était l'auteur principal du Sherman Antitrust Act de 1890, promulgué par le président Benjamin Harrison. En 1897, le président William McKinley le nomma secrétaire d'État. Mais il prend sa retraite l'année suivante au début de la guerre hispano-américaine en raison d'une santé défaillante. Il meurt à son domicile à Washington en 1900.

## Source
- (en) Cet article est partiellement ou en totalité issu de l’article de Wikipédia en anglais intitulé « John Sherman » (voir la liste des auteurs).